# Supercoupe du Kazakhstan féminine de volley-ball
La Supercoupe du Kazakhstan de volley-ball féminin est une compétition de volley-ball organisée par la Fédération de la république du kazakhstan de volley-ball (Федерация волейбола Республики Казахстан, ФВРК). elle a été créée en 2015.

## Palmarès
| Année | Vainqueur           | Score                              | Finaliste       |
| ----- | ------------------- | ---------------------------------- | --------------- |
| 2015  | Jetysou Taldykorgan | 3 - 1 (25-22, 19-25, 25-12, 25-20) | Irtych-Kazkhrom |
| 2016  | VK Altaï            | 3 - 0 (25-20, 25-18, 25-22)        | Irtych-Kazkhrom |
| 2017  | VK Altaï            | 3 - 0 (25-22, 25-22, 25-17)        | Irtych-Kazkhrom |
| 2018  | Jetysou Taldykorgan | 3 - 0 (25-20, 25-16, 25-15)        | VK Altaï        |
| 2019  | Jetysou Taldykorgan | Round-robin                        | VK Altaï        |

## Bilan par club
| Club                | Titres | Ville        | Année            |
| ------------------- | ------ | ------------ | ---------------- |
| Jetysou Taldykorgan | 3      | Taldykourgan | 2015, 2018, 2019 |
| VK Altaï            | 2      | Öskemen      | 2016, 2017       |